# Melanagromyza sativae
Melanagromyza sativae este o specie de muște din genul Melanagromyza, familia Agromyzidae, descrisă de Spencer în anul 1957. Conform Catalogue of Life specia Melanagromyza sativae nu are subspecii cunoscute.